# Pareumenes multicolor
Pareumenes multicolor är en stekelart som beskrevs av Giordani Soika. Pareumenes multicolor ingår i släktet Pareumenes och familjen Eumenidae. Inga underarter finns listade i Catalogue of Life.